# Asparagus angusticladus
Asparagus angusticladus är en sparrisväxtart som först beskrevs av John Peter Jessop, och fick sitt nu gällande namn av J.-p. Lebrun och Adélaïde Louise Stork. Asparagus angusticladus ingår i släktet sparrisar, och familjen sparrisväxter. Inga underarter finns listade i Catalogue of Life.